# Вапоридис, Николас
Нико́лас Вапори́дис (греч. Νικόλας Βαπορίδης, англ. Nicolas Vaporidis; род. 22 декабря 1981, Рим, Италия) — итальянский актёр греческого происхождения.

## Биография
Николас Вапоридис родился 22 декабря 1981 года в Риме (Италия) в семье грека и итальянки. В 2000 году получил диплом в области классической филологии; затем стал изучать коммуникационные науки. Решил переехать в Лондон, где больше года работал официантом, одновременно посещая курсы английского языка. Вернувшись в Италию, поступил в театральную школу «Teatro Azione» под руководством Кристиано Ченси и Изабеллы Дел Бьянко.

## Карьера
В 2002 году Николас сыграл свою первую роль в фильме Дарио Д'Амбрози «Жужжание мух» с участием Греты Скакки. В следующем году Энрико Олдоини поручил ему главную роль в фильме «Тринадцать за столом».
В 2006 году, после нескольких ролей в телесериалах и кинофильмах, Николас Вапоридис, совместно с Кристиной Капотонди, сыграл главную роль в кинохите «Ночь накануне экзаменов» режиссёра Фаусто Брицци.

## Писательская деятельность
В 2007 году, Mondadori был выпущен роман Николаса Вапоридиса «Bravissimo a sbagliare».

## Личная жизнь
8 сентября 2012 года, Николас Вапоридис женился на своей коллеге, модели, актрисе и телеведущей Джорджии Сурине. Свадьба состоялась на острове Миконос, Греция. В феврале 2014 года пара объявила о разводе.

## Фильмография
| Год  | Фильм                            | Роль                           |
| ---- | -------------------------------- | ------------------------------ |
| 2003 | Жужжание мух                     | Дарио Брунелли                 |
| 2004 | Тринадцать за столом             | Джулио                         |
| 2005 | Люблю тебя на всех языках мира   | сын психолога                  |
| 2006 | Ночь перед экзаменом             | Лука Молинари                  |
| 2007 | Ночь перед экзаменом - Сегодня   | Лука Молинари                  |
| 2007 | Приключения итальянцев в Марокко | Андреа                         |
| 2007 | Железобетон                      | Диего Сантини                  |
| 2007 | Каким ты меня хочешь             | Рикардо                        |
| 2008 | Ночь на двоих                    | Массимо                        |
| 2009 | Яго                              | Яго                            |
| 2010 | Вся любовь к миру                | Маттео Марини (также продюсер) |
| 2010 | Мужчины против женщин            | Андреа                         |
| 2011 | Женщины против мужчин            | Андреа                         |
| 2012 | Увидимся дома                    | Энцо                           |
| 2013 | Грядущее                         | Либио (также продюсер)         |
| 2013 | Аутинг - Помолвлены по ошибке    | Федерико Маретти               |
| 2015 | Дорога на Капри                  | Лука                           |
| 2015 | Римские свидания                 | работник аэропорта             |
| 2016 | Девушка моей мечты               |                                |